# Johan Schenmark
Johan Schenmark, född 21 maj 1753 i Östra Ny församling, Östergötlands län, död 13 juli 1837 i Konungsunds församling, Östergötlands län, var en svensk präst.

## Biografi
Johan Schenmark föddes 1753 i Östra Ny församling. Han var son till kyrkoherden Lars Schenmark och Elisabeth Maria Collander. Schenmark studerade vid Söderköpings trivialskola och blev 1 augusti 1771 student vid Lunds universitet. Han avlade filosofie kandidatexamen 1774 och magisterexamen 23 juni 1775. Schenmark blev 21 augusti 1776 kollega vid Västerviks trivialskola, tillträde direkt och 25 oktober 1777 kollega vid Söderköpings trivialskola, tillträde direkt. Han prästvigdes 8 juli 1777 och blev 21 juni 1781 komminister i Sankt Laurentii församling, tillträde direkt. Den 16 juni 1784 avlade han pastoralexamen och blev 21 augusti 1788 kyrkoherde i Konungsunds församling, tillträde 1790. Schenmark blev prost 9 augusti 1794 och kontraktsprost i Vikbolands kontrakt 2 februari 1820. Han blev teologie doktor 11 maj 1811 och jubelmagister 1825. Schenmark avled 1837 i Konungsunds församling.
Schenmark var notarie vid prästmötet 1787 och parentator vid prästmötet 1793. Han blev stiftets senior 25 mars 1837.

### Familj
Schenmark gifte sig 21 maj 1790 med Anna Charlotta Juringius (1768–1812). Hon var dotter till kyrkoherden Samuel Juringius och Ingrid Catharina Moselius i Kvillinge församling. De fick tillsammans barnen Catharina Maria Schenmark som var gift med kyrkoherden Johan Lundborg i Herrestads församling, Lars Schenmark (1792–1792), Johanna Charlotta Schenmark (1793–1812), Anna Sara Schenmark som var gift med handlanden Carl Erik Moselius i Norrköping, Samuel Schenmark (1797–1801), Vilhelmina Schenmark (1800–1831) som var gift med hovjägmästaren Nils Adolf af Ekenstam, Elisabeth Christina Schenmark (1803–1829) och Brita Sophia Schenmark som var gift med komministern A. Wezén i Rystads församling.